# Marjane Satrapiová
Marjane Satrapiová (persky مرجان ساتراپی‎ ‎ * 22. listopadu 1969 v íránském Raštu) je v Íránu narozená francouzská komiksová kreslířka, ilustrátorka, režisérka animovaných filmů a autorka dětských knih.

## Životopis
Marjane vyrůstala v Teheránu v pokrokové rodině, která byla zapojená do komunistického a socialistického hnutí. Navštěvovala francouzské lyceum, kde byla jako dítě svědkem vzrůstajícího potlačování občanských svobod a dopadu íránské politiky na každodenní život.
Rodiče ji v roce 1983, když jí bylo čtrnáct, poslali do Vídně, aby ji ochránili před íránským režimem. Ve Vídni žila během středoškolských studií. O čtyři roky později se vrátila do Teheránu, kde studovala visuální komunikaci, magisterský titul získala na Univerzitě v Teheránu. Roku 1994 emigrovala do Francie, v současné době žije v Paříži, kde pracuje jako ilustrátorka a autorka dětských knih. Ze strachu před násilným íránským režimem do Íránu doposud nejela.
Její profesionální kariéra začala, když potkala Davida B., francouzského komiksového kreslíře. Hlavně ve svých raných dílech používala styl podobný jeho dílům. Celosvětovou popularitu jí přinesly její autobiografické komiksy Persepolis a Persepolis 2, které popisují její dětství v Íránu a dospívání v Evropě. Persepolis byl přepracovaný do stejnojmenného animovaného filmu, který byl uvedený na Filmovém festivalu v Cannes a s filmem Still Light od Carlose Reygadose se podělil o speciální cenu poroty. Film režírovala a psala spolu s Vincentem Paronnaudem, ve francouzské verzi jej namluvily např. Catherine Deneuve nebo Danielle Darrieu, v angličtině byl uveden s hlasy Seana Penna a Iggyho Popa.

## Literární dílo
- 2006, Persepolis (ISBN 8073419440)
- 2007, Persepolis 2 (ISBN 9788073810924)
- 2008, Šitíčko (ISBN 9788073813505)
- 2008, Kuře na švestkách (ISBN 9788073812843)
- 2008, Ajdar (ISBN 9788020418647)
- 2015, Strašidla se bojí měsíce (ISBN 9788025713945)

## Filmy
- Persepolis, Francie 2007, animovaný film, režírovaný s Vincentem Paronnaud. (Premiéra v ČR: 29. listopadu 2007)

## Ocenění
- Nominace na Oscara za nejlepší animovaný film pro Persepolis, 2008